# Камње (Ајдовшчина)
Камње (словен. Kamnje) је насеље на северном ободу Випавске долине, у општини Ајдовшчина, покрајини Приморска која припада Горишкој регији
Насеље површине 4,41 км², налази се на надморској висини од 222,5 метара, 18,7 километра од италијанске границе, на путу Ајдовшчина—Нова Горица. У насељу према попису из 2002. живи 195 становника.
Насеље има два засеока Батагељи (итал. Battigelli) и Пирјевче.
За време Хабсбуршке владавине Камње је било засебна општина.
На подручју насеља тече Камењски поток.